# بریت رابرتسون
بریتانی لینا "بریت" رابرتسون (به انگلیسی: Brittany Leanna "Britt" Robertson) (زاده ۱۸ آوریل ۱۹۹۰ در شهر شارلوت در ایالت کارولینای شمالی) است . رابرتسون هنگامی که چهارده ساله بود، به همراه مادربزرگش، شولر رابرتسون، از کارولینای شمالی به لس آنجلس نقل مکان کرد تا برای برنامه های تلویزیونی به عنوان ممیز مالیاتی مشغول به فعالیت شود. 
بیشتر شهرت او برای بازی در نقش‌های کارا برنز در دان در زندگی واقعی، سامانتا در سوئینگتاون، تریسی استون در هفتمین حلقه، لوکس کسیدی در زندگی غیرممکن، مارین کوپر در جیغ ۴، کسی بلیک در سریال دایره راز و انجی مک السیر در زیر گنبد است.

## فیلم‌شناسی

### فیلم
| سال  | نام                | نقش          | پاینویس |
| ---- | ------------------ | ------------ | ------- |
| ۲۰۰۷ | دن در زندگی واقعی  | کارا برنز    |         |
| ۲۰۰۹ | مادر و فرزند       | ویولت        |         |
| ۲۰۱۰ | گیلاس              | بث           |         |
| ۲۰۱۱ | شجره‌نامه           | کلی بورنت    |         |
| ۲۰۱۱ | جیغ ۴              | مارنی کوپر   |         |
| ۲۰۱۲ | اولین بار          | ابری میلر    |         |
| ۲۰۱۳ | مأمور تحویل        | کریستینا     |         |
| ۲۰۱۴ | همه چیز از من بپرس | کیتی         |         |
| ۲۰۱۴ | کیک                | بکی          |         |
| ۲۰۱۵ | طولانی‌ترین سواری   | سوفیا دانکو  |         |
| ۲۰۱۵ | سرزمین فردا        | کیسی نیوتون  |         |
| ۲۰۱۶ | جک به خانه می‌رود   | کلیو         |         |
| ۲۰۱۶ | روز مادر           | کریستینا     |         |
| ۲۰۱۶ | آقای چرچ           | شارلوت بروکس |         |
| ۲۰۱۷ | هدف یک سگ          | هانا         |         |
| ۲۰۱۷ | فضای میان ما       | تولسا        |         |
| ۲۰۲۰ | کتاب های خونین     |              |         |
| ۲۰۲۰ | من هنوز ایمان دارم | ملیسا        |         |

### تلویزیون
| سال       | نقش                             | پاینویس        |                |
| --------- | ------------------------------- | -------------- | -------------- |
| ۲۰۰۶      | جس استون: عبور شب               | میشل جنست      | فیلم تلویزیونی |
| ۲۰۰۷      | سی‌اس‌آی                          | ایمی ماکالینو  |                |
| ۲۰۰۸      | نظم و قانون: واحد قربانیان ویژه | تینا برندی     |                |
| ۲۰۱۱–۲۰۱۲ | دایره راز                       | کیسی بلیک      | نقش اصلی       |
| ۲۰۱۳–۲۰۱۴ | زیر گنبد                        | انجی مک الیستر | نقش اصلی       |